# Анатолій (Бусел)
Єпископ Анатолій (у миру Петро Саввич Бусел або Бусель; 1893, село Сеньково (нині Городнянский район, Чернігівська область) — 10 березня 1953, Проскурів) — єпископ Руської православної церкви, єпископ Кам'янець-Подільський і Проскурівський.
Народився у 1893 році у селі Сенькове Городнянського району Чернігівської області у селянській родині.
У 1909 році закінчив Стародубське духовне училище по першому розряду, нагороджений книгою. У 1915 році закінчив Чернігівську духовну семінарію по першому розряду і того ж року був рукопокладений у священика.
Служив у різних приходах Сумської єпархії — у селах Шостинського, Червоного, Тростянецького, Сумський районів.
26 квітня 1947 року у числі інших представників Сумської єпархії нагороджений медаллю «За доблесну працю у Великій Вітчизняній війні 1941—1945 гг.».
Овдовів. Весною 1948 року пострижений у чернецтво і рукопокладений у єпископа Ізмаїлського та Болградського. Цікаво, що точна дата єпископської хіротонії невідома, навіть у некрологу, опублікованому у ЖМП, вона не вказана. Але у списку архієреїв, які брали участь у святкуванні 500-річчя автокефалії РПЦ у 1948 році, його ім'я приведено між єпископами Володимиром (Кобцом), хіротонізованим 7 березня 1948 року, та Філаретом (Лєбєдєвим), рукопокладеним 9 травня 1948 року. Так що можна припустити, що Анатолій став єпископом приблизно у березні-квітні.
Здійснив ряд заходів з благоустрою єпархії, і у тому числі, з благословення Патріарха Алексія I, відкрив богословсько--пастирські курси для священиків, для тих, що не мали завершеної богословської освіти.
27 грудня 1951 року призначений єпископом Кам'янець-Подільським і Проскурівським.
У новій єпархії він скликав літом 1952 року благочинницький з'їзд, який накреслив заходи з благоустрою церковно-єпархіального життя.
Тяжкий і тривалий недуг прикув єпископа Анатолія на п'ять місяців до ліжка. Не дивлячись на це єпископ Анатолій увесь час, до самої смерті, особисто керував єпархією.
У січні 1953 року після важкого, серцевого нападу, над хворим, згідно його бажання, було звершено таїнство святого маслособорування.
10 березня, у чотири години ранку, повторився серцевий напад і єпископ Анатолій мирно відійшов до Господа.
Похований у Хмельницьку на Старому цвинтарі у склепі, влаштованому під каплицею.